# Kristoffer Nordfeldt
Kristoffer Nordfeldt (ur. 23 czerwca 1989 w Sztokholmie) – szwedzki piłkarz występujący na pozycji bramkarza w szwedzkim klubie AIK oraz w reprezentacji Szwecji.
Rezerwowy bramkarz Szwecji na Mistrzostwach Świata w 2018 roku oraz Mistrzostw Europy w 2020 roku.